# Rue des Jonquilles
Ne doit pas être confondu avec Rue des Jonquilles (Liège).
La rue des Jonquilles est une voie du 14e de Paris, en France.

## Situation et accès
La rue des Jonquilles est orientée globalement sud-est/nord-ouest, dans le 14e de Paris. Elle débute au sud-est au niveau du 182, rue Raymond-Losserand et se termine 160 m au nord-ouest, au 211, rue Vercingétorix.
La rue des Jonquilles est une voie privée qui passe au milieu d'un groupe d'immeubles d'habitation de grande hauteur. À la différence de nombreuses voies parisiennes, la rue n'est pas rectiligne : initialement dirigée vers le nord-ouest, elle se courbe vers le nord-est pour faire le tour d'un immeuble, avant d'obliquer à nouveau vers le nord-ouest.

## Origine du nom
Cette voie porte le nom des plantes, du genre Narcissus, les jonquilles.

## Historique
Cette voie de desserte est créée en 1977 dans le cadre de l'aménagement de l'îlot Vercingétorix sud et prend sa dénomination actuelle par arrêté municipal du 2 juin de la même année.

## Bâtiments remarquables et lieux de mémoire
Le nord-ouest de la rue, au débouché de la rue Vercingétorix, donne sur les voies ferrées provenant de la gare Montparnasse.
Le square des Jonquilles est accessible par cette rue.
Au no 12 se trouve l'école maternelle et élémentaire Charles-de-Foucauld.